# Prohibicija u Ruskom Carstvu i SSSR-u
Prohibicija u Ruskom Carstvu i SSSR-u označavala je zabranu ili sprječavanje konzumiranja alkohola od 1914. do 1925. godine. Ruski pojam je "сухой закон" (hrv. "suhi zakon").
Zabrana koja je uvedena u Ruskom Carstvu 1914. godine dopuštala je prodaju votke samo u restoranima. Uvedena je na početku Prvoga svjetskoga rata pod pretpostavkom da će spriječiti, da u vojsci bude pijanih vojnika.  Ostale zemlje koje su sudjelovale u Prvome svjetskome ratu (npr. Ujedinjeno Kraljevstvo, Francuska i Njemačka) nametnule su određena ograničenja na alkoholna pića, ali samo je Rusija potpuno zaustavila maloprodaju votke. 
Zabrana je nastavljena kroz previranja Ruske revolucije 1917. i Ruskoga građanskoga rata, u razdoblje Sovjetske Rusije i Sovjetskoga Saveza do 1925. godine.
U Sovjetskom Savezu postojale su tri glavne kampanje protiv alkohola: započete 1958., 1972. i 1985. godine
Tijekom 1985. – 1987., sovjetski predsjednik Mihail Gorbačov provodio je anti-alkoholnu kampanju s djelomičnom zabranom prodaje alkohola, poznatim pod nazivom "suhi zakon". Cijene votke, vina i piva bile su podignute, a njihova prodaja bila je ograničena količinom i dobom dana. Ljudi koji su bili zatečeni pijani na poslu ili u javnosti bili su kažnjavani.
Reforma je imala utjecaja na smanjenje alkoholizam u zemlji, što se vidi iz statistike koje pokazuju pad kriminaliteta i porast očekivanoga trajanja života, no ekonomski je to bio ozbiljan udarac državnom proračunu (gubitak od oko 100 milijardi rubalja prema Aleksanderu Jakovljevu) nakon što je proizvodnja alkohola prerasla na crno tržište.